# Dendrobieae
Dendrobieae là loài phong lan trong phân họ Lan biểu sinh thuộc họ Lan.
Cây được tìm thấy ở tây bắc Việt Nam hoa đẹp và thơm nhưng rất khó để trồng trông điều kiện vườn nhà. mùa ra hoa khoảng từ tháng 3-4 hằng năm

## Phân loại
Phân tông Dendrobiinae s.s.
- Anisopetala
- Aporum
- Callista
- Ceraia
- Coelandria
- Dendrobium s.s.
- Distichorchis
- Eurycaulis
- Pedilonum

Phân tông Epigeneiinae
- Epigeneium

Phân tông Grastidiinae
- Abaxianthus
- Australorchis
- Bouletia
- Cadetia
- Cannaeorchis
- Cepobaculum
- Ceratobium
- Davejonesia
- Dendrobates
- Dichopus
- Diplocaulobium
- Dockrillia
- Durabaculum
- Eleutheroglossum
- Eriopexis
- Euphlebium
- Exochanthus
- Flickingeria
- Grastidium
- Herpetophytum
- Inobulbum
- Kinetochilus
- Leioanthum
- Microphytanthe
- Monanthos
- Sarcocadetia
- Sayeria
- Stilbophyllum
- Tetrabaculum
- Tetrodon
- Thelychiton
- Trachyrhizum
- Tropilis
- Vappodes
- Winika